# Долгая (приток Луги)
Долгая — река в России, протекает по Ленинградской области. Устье реки находится в 93 км по левому берегу реки Луги. Длина реки — 91 км, площадь водосборного бассейна — 830 км².
Истоком реки является небольшое озеро Колпино, лежащее на высоте 64,2 м, из которого вытекает безымянный ручей, протекающий далее через два озерца, называемых Колпанятки (Колпинята). Ручей впадает в озеро Спасс-Которское (лежит на высоте 62,2 м), из которого у деревни Будилово уже вытекает река, носящая название Долгая (в деревне через реку построен железобетонный мост). Ниже на реке стоят деревни: Перегреб, Зажупанье. У деревни Филево (мост через реку) Долгая впадает в озеро Долгое, лежащее на высоте 59,5 м, а у деревни Заручье (мост через реку) — вытекает из этого озера. Несколько километров ниже у реки расположены развалины Свято-Успенского скита с Доложской пещерой-криптой в которой бьет освящённый православной церковью источник. Ниже на реке стоят деревни: Борисова Гора, Деткова Гора, Кологриво (мост через реку), Карино. На 48-м километре от устья слева в неё впадает река Дымакарка, а на 33-м километре справа — река Крупа (в верховьях — Ильменка). Здесь, и до 24-го километра от устья, где справа впадает приток — река Самро (Самра), Долгая разделяется на несколько рукавов, образующих внутреннюю дельту. Ниже по правому берегу реки стоят деревни Ложголово и Загорье. Близ последней деревни реку по железобетонному мосту пересекает автодорога Р-42.. Впадает слева в реку Лугу в 93 километрах от её устья.

## Данные водного реестра

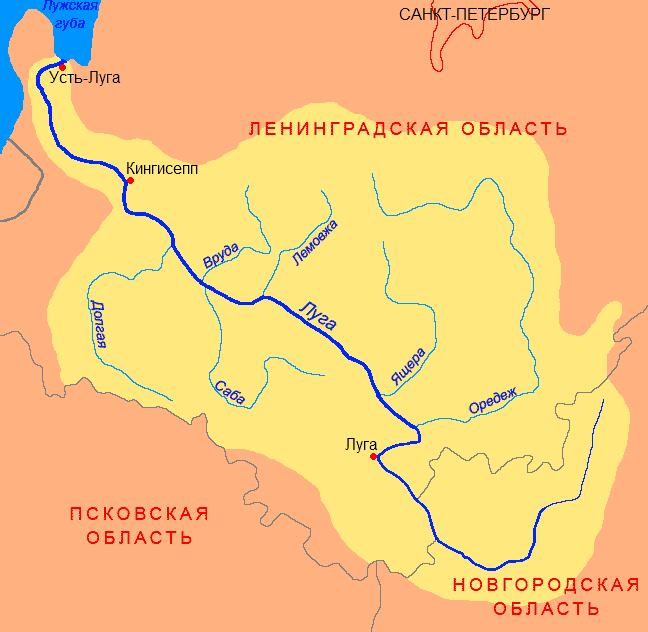
Бассейн реки Луга

По данным государственного водного реестра России относится к Балтийскому бассейновому округу, водохозяйственный участок реки — Луга от в/п Толмачево до устья. Относится к речному бассейну реки Нарва (российская часть бассейна).
Код объекта в государственном водном реестре — 01030000612102000026473.